# Paulo Valentim
Paulo Ângelo Valentim, plus connu sous le nom de Paulo Valentim, né le 20 novembre 1933 à Barra do Piraí et mort le 9 juillet 1984 à Buenos Aires, est un footballeur brésilien des années 1950 et 1960. Évoluant au poste d'attaquant, il a passé la majorité de sa carrière au Brésil et en Argentine.

## Palmarès
- Vainqueur du Championnat du Minas Gerais de football en 1954, 1955 et 1956 avec l'Atlético Mineiro.
- Vainqueur du Championnat de Rio de Janeiro de football en 1957 avec le Botafogo FR.
- Vainqueur du Championnat d'Argentine de football en 1962 et 1964 avec le CA Boca Juniors.